# 埃本-埃美爾要塞
埃本-埃馬勒要塞 (法語：  Fort d'Ében-Émael,法語發音：[fɔʁ debɛn emal] ) 是一座已無軍事用途的比利时堡垒，它位于列日和马斯特里赫特之间，當地也是比利时 - 荷兰边境。它建于1931年至1935年期間。 1940年5月10日，这座堡垒被德国军队 摧毁。目前該堡壘依舊由比利时军队持有，不過公眾可以前往該堡壘参观。